# Очаківська вулиця (Київ)
Оча́ківська ву́лиця — вулиця в Солом'янському районі міста Києва, місцевість Чоколівка. Пролягає від вулиці Левка Мацієвича до Волинської.
Прилучаються Очаківський провулок та Керченська вулиця.

## Історія
Вулиця виникла на початку 50-х років XX століття під назвою 497-ма Нова. Сучасна назва — з 1953 року.